# C.AARMÉ
C.AARMÉ är ett svenskt punkrockband från Göteborg. Gruppen består av Jessie Garon (sång), John Ola Håkansson (gitarr), David Sundqvist (bas) och Patrik Herrström (trummor).
Gruppen debuterade med 7"-singeln Tu Puta Mi Casa 2003 och släppte samma år även singeln The Gag. 2004 utkom det självbetitlade debutalbumet C.AARMÉ på Burning Heart Records. Samma år utgavs debutsingeln på nytt, dock med en förändrad låtlista. 2006 kom gruppens andra studioalbum Vita, vilket följdes av gruppens tredje album, World Music, 2009.

## Medlemmar

### Senaste medlemmar
- Jessie Garon - sång
- Patrik Herrström - trummor
- John Ola Håkansson - gitarr
- David Sundqvist - bas

### Tidigare medlemmar
- Kapten - bas
- Johan Lagerlöf - bas

## Diskografi

### Album
- 2004 - C.AARMÉ (CD/LP, Burning Heart Records)
- 2006 - Vita (CD, Burning Heart Records)
- 2009 - World Music (CD, Spegel)

### Fotnoter
1. ↑  ”C.AARMÉ”. Sveriges Radio. http://sverigesradio.se/sida/artikel.aspx?programid=2938&artikel=3477665. Läst 25 mars 2012.
2. ↑  ”C.AARMÉ”. Discogs.com. http://www.discogs.com/artist/C.Aarm%C3%A9. Läst 25 mars 2012.